# 鄭東白
鄭東白（1518年—？），字叔曉，號少棠，福建興化府莆田縣人，軍籍，明朝政治人物。

## 生平
嘉靖十六年（1537年）丁酉科福建鄉試第四十四名。嘉靖二十六年（1547年），登第三甲第五十八名進士。户部觀政，授浙江金华县知县。歷升刑部主事、员外郎、广东按察司佥事。

## 家族
曾祖鄭乾，曾任訓導；祖父鄭恢，封戶部主事；父鄭弼，曾任知府，進亞中大夫，母余氏（封安人）。弟東都（生员）；東江；東野；東汇；東霖；東春；東土；東葛。